# Greg Sutton (basket-ball)
Pour les articles homonymes, voir Greg Sutton.
Greg Sutton, né le 3 décembre 1967, à Santa Cruz, en Californie, est un joueur américain de basket-ball. Il évolue au poste de meneur.

## Palmarès
- Rookie de l'année USBL 1991
- USBL All-Rookie Team 1991